# Paradelphomyia reducta
Paradelphomyia reducta är en tvåvingeart som först beskrevs av Alexander 1938.  Paradelphomyia reducta ingår i släktet Paradelphomyia och familjen småharkrankar. Inga underarter finns listade i Catalogue of Life.